# 陽春市
陽春市（ようしゅんし）は中華人民共和国広東省陽江市に位置する県級市。

## 歴史
晋代に莫陽県が設置され、南朝梁に陽春県と改称された。1994年5月5日に県級市に昇格し現在に至る。

## 行政区画
下部に2街道、15鎮を管轄する
- 街道
  - 春城街道、河西街道
- 鎮
  - 河塱鎮、松柏鎮、石望鎮、春湾鎮、合水鎮、陂面鎮、圭崗鎮、永寧鎮、馬水鎮、崗美鎮、河口鎮、潭水鎮、三甲鎮、八甲鎮、双窖鎮

## 交通

### 鉄道
- 中国鉄路総公司
  - 広茂線

（茂名方面）- 馬文寨駅 - 八甲駅 - 三甲駅 - 潭水駅 - 石菉駅 - 陽春駅 - 黒石崗駅 - 陂面駅 - 潭寮駅 - 春湾駅 -（広州方面）

### 道路
- 高速道路
  - 汕湛高速道路
  - 羅陽高速道路